# Falaise (Yvelines)
Falaise – miejscowość i gmina we Francji, w regionie Île-de-France, w departamencie Yvelines.
Według danych na rok 1990 gminę zamieszkiwały 532 osoby, a gęstość zaludnienia wynosiła 177 osób/km² (wśród 1287 gmin regionu Île-de-France Falaise plasuje się na 794. miejscu pod względem liczby ludności, natomiast pod względem powierzchni na miejscu 813.).